# Abril Zamora
Abril Zamora Peláez (Sardañola del Vallés, 11 de noviembre de 1981) es una actriz, escritora, guionista y directora española con una larga trayectoria en cine, televisión y teatro que ha ganado fama al interpretar a Luna en la serie de televisión Vis a Vis (FOX España), dando visibilidad a la realidad LGTBIQ+ a través de la ficción.

## Biografía
Abril Zamora Peláez nació el 11 de noviembre de 1981 en Cerdanyola del Vallés (Barcelona). Aunque tiene raíces andaluzas, más concretamente de la provincia de Jaén por parte de un abuelo suyo. Hizo visible su transición de género a través de sus redes sociales personales, y desde entonces ha demandado tanto una mayor diversidad en los personajes como más oportunidades para el colectivo trans en los medios audiovisuales. Sin embargo, para ella también es importante hablar abiertamente de su pasado, del que también se siente orgullosa. En el año 2018 participó en el documental dirigido por Fernando González Molina The Best Day of My Life, que muestra a seis personas LGTBIQ+ que se reúnen en Madrid para la celebración del Día Internacional del Orgullo LGTBIQ+ y que se atreven a vivir tal como son con orgullo, alegría y compromiso. También afirmó que siempre supo que era niña, pero que no se sentía identificada con la etiqueta trans porque en realidad el género no la define.

## Trayectoria profesional
Se inició en la interpretación cuando era adolescente, haciendo de Rey Arturo en una representación teatral escolar de Merlín el encantador. Junto con su entonces pareja sentimental el actor valenciano Sergio Caballero, montó la compañía teatral Oscura Teatre, con la que hizo las obras El congelador (2008), La indiferencia de los armadillos (2009),Todas muertas (2010), Canciones y Amor con Queso (2011) , Niño muerto vestido de payaso (2012) , todas con texto de Zamora. En 2014 estrenó la obra teatral Yernos que aman, una historia coral tragicómica que representó durante cuatro temporadas en La Pensión de Las Pulgas de Madrid, dirigida por ella misma y donde interpretaba uno de los personajes. En interpretación ha realizado pequeños papeles en las series televisivas Los Serrano (2007), Los hombres de Paco (2008), Hospital central (2009), La que se avecina (2014) o Anclados (2015). Además de protagonizar la película Marica tú dirigida por Ismael Núñez y emitida en Flooxer.
En abril de 2017 comenzó su transición, y fue entonces cuando le ofrecieron un pequeño papel en la serie Vis a vis, interpretando a una chica con problemas de drogas en una secuencia; pero la prueba que hizo gustó al equipo y ese personaje sin nombre creció y se convirtió en Luna durante la tercera y cuarta temporadas de la serie. Con este papel ganó mayor popularidad y obtuvo una nominación a la mejor actriz revelación en los premios de la Unión de Actores y Actrices.
En 2019 creó una serie para Telecinco llamada Señoras del (h)AMPA, de la que también fue directora y guionista durante sus dos temporadas, y que gira en torno a un grupo de madres de una AMPA que matan a una persona por error. El mismo año se incorporó al equipo de guionistas de la serie Élite, de Netflix. Además, participó en la película ¿A quién te llevarías a una isla desierta? de Jota Linares y un año más tarde en la película italiana The Life Ahead, donde compartió pantalla con Sophia Loren. También tuvo un papel secundario en la serie original de Netflix El desorden que dejas, donde interpretó a Tere, la mejor amiga del personaje de Inma Cuesta. Su siguiente proyecto fue como creadora, directora y actriz de la serie Todo lo otro, de HBO Max, que cuenta la historia de un grupo de amigos en la treintena y los diversos temas que les afectan, y que se estrenó en octubre de 2021.
En 2023 dio un giro a su carrera al unirse como profesora de interpretación en Operación Triunfo.

## Filmografía

### Como directora y guionista
| Año       | Serie               | Cadena    | Observaciones                                   |
| --------- | ------------------- | --------- | ----------------------------------------------- |
| 2016      | Temporada baja      | Flooxer   | Directora y guionista                           |
| 2018-2021 | Señoras del (h)AMPA | Telecinco | Creadora, directora y guionista                 |
| 2019      | Élite               | Netflix   | Guionista de la segunda temporada (2 episodios) |
| 2019-2021 | Indetectables       | Flooxer   | Directora y guionista (2 episodios)             |
| 2021      | Todo lo otro        | HBO Max   | Creadora, directora y guionista                 |

### Como actriz

#### Cine
| Año  | Película                                      | Personaje             | Director                  | Notas          |
| ---- | --------------------------------------------- | --------------------- | ------------------------- | -------------- |
| 2006 | El perfume: Historia de un asesino            | Chico                 | Tom Tykwer                | Sin acreditar  |
| 2006 | Todo mal                                      | Tommy                 | Francesc Giró             |                |
| 2009 | Tres días con la familia                      | Pere Jr.              | Mar Coll                  |                |
| 2013 | Caídos                                        | Nacho                 | Jaime Herrero             |                |
| 2016 | Marica tú                                     | Julián                | Ismael Núñez              |                |
| 2019 | ¿A quién te llevarías a una isla desierta?    | Abril                 | Jota Linares              |                |
| 2020 | The Life Ahead                                | Lola                  | Edoardo Ponti             |                |
| 2023 | Mimì - Il principe delle tenebre              | Giusi                 | Brando De Sica            |                |
| 2024 | El molino                                     |                       | Alfonso Cortés-Cavanillas |                |
| 2024 | Pretty Guardian Sailor Moon Cosmos: The Movie | Sailor Aluminum Siren | Tomoya Takahashi          | Voz de doblaje |
| 2025 | El juego del calamar                          | Cho Hyun-ju           | Hwang Dong-hyuk           | Voz de doblaje |

#### Series de televisión
| Año         | Título                | Personaje           | Episodios                             |
| ----------- | --------------------- | ------------------- | ------------------------------------- |
| 2007        | R.I.S. Científica     | Extra               | 1 episodio                            |
| 2007        | Los Serrano           | Extra               | 1 episodio                            |
| 2008        | Impares               | Javier Romano       | 2 episodios                           |
| 2008        | Los hombres de Paco   | Regidor de anuncio  | 1 episodio                            |
| 2009        | Hospital central      | Vicente             | 1 episodio                            |
| 2014        | La que se avecina     | Recepcionista hotel | 1 episodio                            |
| 2015        | Anclados              | Extra               | 1 episodio                            |
| 2016        | Temporada baja        | Juan                | 1 episodio                            |
| 2017 – 2019 | Indetectables         | Guillermo           | 2 episodios                           |
| 2018        | Paquita Salas         | Camarera            | 1 episodio                            |
| 2018 – 2019 | Vis a vis             | Luna Garrido        | 15 episodios (recurrente)             |
| 2020        | El desorden que dejas | Tere                | 6 episodios (miniserie)               |
| 2021        | Señoras del (h)AMPA   | Prostituta presa    | 1 episodio                            |
| 2021        | Todo lo otro          | Dafne               | Elenco principal; 8 episodios         |
| 2023        | Sagrada familia       | Marga Morales       | 5 episodios (recurrente; temporada 2) |
| 2023        | Selftape              | Ana                 | 1 episodio                            |
| 2024        | Un nuevo amanecer     | Bibi                | Elenco principal; 8 episodios         |
| 2024        | Respira               | Neus                | Elenco principal; 7 episodios         |
| 2024        | Arcane                | Lest                | 1 episodio (actuación de voz)         |
| 2024        | Squid Game            | Cho Hyun-ju         | 4 episodios (actuación de doblaje)    |
| 2025        | Matices               | Presentadora        | 1 episodio                            |

#### Programas de televisión
| Año       | Serie             | Cadena      | Notas                       |
| --------- | ----------------- | ----------- | --------------------------- |
| 2023      | Traitors España   | HBO Max     | Concursante                 |
| 2023-2024 | Operación Triunfo | Prime Video | Profesora de interpretación |

#### Videojuegos
| Año  | Título         | Desarrollador  | Personaje      | Idioma  | Notas          |
| ---- | -------------- | -------------- | -------------- | ------- | -------------- |
| 2020 | Cyberpunk 2077 | CD Projekt RED | Claire Russell | Español | Voz de doblaje |

## Libros
- Zamora, Abril (26 de noviembre de 2019). Élite: Al fondo de la clase. Planeta. ISBN 9788408214366.[20]
- Zamora, Abril (20 de octubre de 2020). Élite: Asignatura pendiente. Planeta. ISBN 9788408224716.[21]
- Zamora, Abril (1 de febrero de 2024). Ana ha besado a otro. Ediciones B. ISBN 9788466677363.[22]

## Premios y nominaciones
| Año  | Categoría                     | Premio                                             | Título                            | Resultado |
| ---- | ----------------------------- | -------------------------------------------------- | --------------------------------- | --------- |
| 2009 | Mejor actor revelación        | Sindicato de actores profesionales de Valencia     | La indiferencia de los armadillos | Nominada  |
| 2010 | Mejor actor de reparto        | XIX Premis de Teatres de la Generalitat Valenciana | La indiferencia de los armadillos | Ganadora  |
| 2010 | Mejor actor protagonista      | XIX Premis de Teatres de la Generalitat Valenciana | El congelador                     | Nominada  |
| 2010 | Mejor actor                   | 15.ª Mostra de Teatre de Barcelona                 | La indiferencia de los armadillos | Ganadora  |
| 2011 | Mejor actor                   | V Edición Festival Cortocomenius                   | Nube de colores                   | Ganadora  |
| 2019 | Mejor actriz revelación       | XXVIII Premios Unión de Actores y Actrices         | Vis a vis                         | Nominada  |
| 2021 | Mejor actriz de reparto       | CinEuphoria Awards                                 | The Life Ahead                    | Nominada  |
| 2021 | Mejor reparto de una película | CinEuphoria Awards                                 | The Life Ahead                    | Nominada  |
| 2021 | Mejor actriz estatal          | Festival de Santurtzi                              | Polvorón                          | Ganadora  |

## Reconocimientos
- El día 27 de junio de 2022, víspera del 28 de junio, Día Internacional del Orgullo LGBT, le fue entregado el Reconocimiento Arcoíris, otorgado por el Ministerio de Igualdad de España y la Dirección General de Diversidad Sexual y Derechos LGTBI, por la visibilidad trans dentro del mundo de la televisión, el cine y el teatro.[23]
- En 2023 recibió el Premio Nebrija Crea en la categoría de Artes Escénicas.[24]